# Nälkärivier
De Nälkärivier (Zweeds: Nälkäjoki) is een rivier die stroomt in de Zweedse  gemeente Kiruna. De rivier verzorgt de afwatering van zowel het Nälkämoeras als van het Nälkämeer. De stroomt westwaarts, stroomt door het moeras, daarna stroomt ze naar het zuiden en krijgt water van het meer via een korte zijrivier. Ze stroomt dan naar de Torne. Ze is circa 8 kilometer lang.
Afwatering: Nälkärivier → Torne → Botnische Golf